# Arres de Jos
Arres de Jos (també anomenat Arres de Jus o Arres de Baish) és un dels dos nuclis principals, juntament amb Arres de Sus, del municipi d'Arres, a la Vall d'Aran. Està inclòs a l'Inventari del Patrimoni Arquitectònic de Catalunya.
Situat als vessants de la muntanya de Sasseuva, a la riba dreta de la Garona, és la seu del comú, on hi ha la casa de la vila. El 2019 tenia 22 habitants.
El nucli de baix, Arres de Jos, és un petit agrupament de cases entorn d'un únic carrer, a un extrem del qual hi ha la petita església romànica Sant Fabian, avui abandonada, que té encastada en un mur una estela funerària d'època romana. A mig camí de tots dos nuclis fou bastida en època moderna (finals del segle xviii o principis del XIX) una nova església parroquial, dedicada a Sant Joan. Formava part de l'antic terçó d'Irissa. En el seu terme, a principis de segle xx, eren explotades per una societat francesa mines de blenda i plom argentífer.